# Бейбитшилик (Западно-Казахстанская область)
Бейбитшилик (каз. Бейбітшілік, до 2022 — Погодаево) — село в Байтерекском районе Западно-Казахстанской области Казахстана. Административный центр Бейбитшиликского сельского округа. Находится примерно в 47 км к северу от села Перемётное. Код КАТО — 274439100.

## Население
В 1999 году население села составляло 860 человек (391 мужчина и 469 женщин). По данным переписи 2009 года, в селе проживало 967 человек (466 мужчин и 501 женщина).

## Известные уроженцы и жители
- Ахмиров, Касим Шабанович (24 января 1923 — 6 июня 1951) — советский офицер, участник Великой Отечественной войны, командир стрелкового взвода 383-го стрелкового полка 121-й стрелковой дивизии 60-й армии Центрального фронта, Герой Советского Союза (17.10.1943).